# 艾莉森·科恩
艾莉森·科恩（英語：Alison Korn，1970年11月22日—），加拿大女子赛艇运动员。她曾代表加拿大参加1996年和2000年夏季奥林匹克运动会赛艇比赛，获得一枚银牌和一枚铜牌。